# Chaetocnema psylloides
Chaetocnema psylloides (лат.) — вид жуков-листоедов (Chrysomelidae) рода Chaetocnema трибы земляные блошки из подсемейства козявок (Galerucinae). Центральная Азия: Афганистан, Индия (Haryana, Hissar), Ирак, Иран, Казахстан, Кыргызстан, Китай (Тибет), Пакистан, Таджикистан, Туркменистан, Узбекистан.

## Описание
Переднеспинка и надкрылья одноцветные темно-коричневые. Голова гипогнатная (ротовые органы направлены вниз). От других видов рода отличается размером, формой тела и строением гениталий самцов. Фронтолатеральная борозда отсутствует. Кормовые растения неизвестны.
Средние и задние голени с выемкой на наружной стороне перед вершиной. Лобные бугорки не развиты. Переднеспинка с базальной бороздкой. Вид был впервые описан в 1909 году по материалам из Узбекистана. Валидный статус был подтверждён в 2011 году в ходе ревизии палеарктической фауны рода Chaetocnema, которую провели энтомологи Александр Константинов (Systematic Entomology Laboratory, USDA, c/o Smithsonian Institution, National Museum of Natural History, Вашингтон, США), Андрес Баселга (Andrés Baselga; Departamento de Zoología, Facultad de Biología, Universidad de Santiago de Compostela, Santiago de Compostela, Испания), Василий Гребенников (Ottawa Plant Laboratory, Canadian Food Inspection Agency, Оттава, Канада) с соавторами (Jens Prena, Steven W. Lingafelter).